# الكسوة
مدينة الكسوة هي مدينة وناحية سوريّة إداريّة تتبع منطقة مركز ريف دمشق في محافظة ريف دمشق. تقع في الغوطة الغربية ويطلق عليها أهل سورية «أم الغوطة الغربية». تبعد حوالي 18كم جنوبا عن العاصمة دمشق. بلغ عدد سكان الناحية 112,095 نسمة حسب تعداد عام 2004م.

## أهمية المدينة والآثارونهر الأعوج
تضم الكسوة أكثر من 22 قرية وهي : (مدينة الكسوة، المساكن العسكرية بالكسوة، المساكن العسكرية بالحرجلة، المساكن العسكرية بدير علي، المساكن العسكرية بالدولاب، مساكن النازحين الغربية، مساكن النازحين الشرقية، مساكن النازحين بالحرجلة، الحرجلة، مرانة، المقيليبة، المعلية، وادي المعلية، الطيبة، خيارة دنون، الماجدية، دير علي، دير خبية، جب الصفا، قارة، العادلية، المطلة، خربة الشياب، زعبر، مرجانة، ام العواميد، السعادة، رسم زبيب) و
إعمارها قديم، وفيها آثار مقابر وأعمدة رومانية، وتشكل بحكم موضعها موقعاً استراتيجياً للدفاع عن دمشق من جهة الجنوب، وكانت مقراً لبعض ملوك من مملكة الغساسنة في العصر البيزنطي، وفيها قُتل رُسُل ملوك الروم عندما قدموا لأخذ الجزية.
- كما ويوجد في المدينة:

طاحونة ماء تعمل على قوة الدفع المقدمة من ماء نهر الأعوج.
 ويوجد الساعة وهي توجد في أحد محطات سكة حديد الحجاز الواقعة في مدينة الكسوة.

وجسر الكبري صورة جسر الكبري 

وملعب الكسوة لكرة القدم لمؤسسه أحمد سعاد الدين الزركلي.
ومسجد الكسوة الكبير وهوة مصنف من الآثار من وزارة الأثار السورية 

والحمامات
وملعب الكسوة البلدي لكرة القدم لمؤسسه أحمد سعاد الدين زركلي.

## تاريخها وسبب تسميتها
يقال أن سبب تسميتها بهذا الاسم أن أحد الأنبياء مر بها ولاحظ أنها مكسوة بالخضار. كما ذكر ياقوت الحموي أسباب أخرى.

وهناك سبب أقرب تاريخيا وهو أن هذه المدينة كانت تقع على طريق الواصل بين الاستانة (إسطنبول حاليا) والمدينة المنورة (أو الحجاز عموما)، وكان الخليفة العثماني يأمر بأن ترسل أفواج الحجاج مترأسها باشا الحج، وينطلقون من دمشق أفواج محمل الحج الشامي فيمرّون بهذه المدينة قادمين من دمشق في طريقهم إلى المدينة المنورة فكان أهالي المدينة مع أهالي دمشق يقومون باستقبال باشا الحج مع المحمل الشريف الذي يحوي صرة فيها كسوة الكعبة التي كانت تصنع في دمشق ويتم إرسالها وتكسى بها الكعبة قبل موسم الحج، وصرة ذهب للصرف على خدمة الحجاج من السلطان العثماني، وسميت المدينة الكسوة نسبة إلى ذلك واحتفالا بكسوة الكعبة التي تنطلق من دمشق. صورة محمل الحج في الكسوة

## الحياة الاقتصادية
- يعمل أهل المدينة منذ القدم على الزراعة بشكل أساسي نتيجة لموقع المدينة الهام في الغوطة الغربية ومرور نهر الأعوج من أراضيها الخصبة وهذا مما جعل أهل المدينة يعملون بالزراعة ومن أهم ما كانوا ينتجونه بزراعتهم القمح والزيتون الليمون والبطاطا والتفاح والمشمش الهندي والتوت الشامي والثوم الكسواني وهوة أكثر ما تشتهر به الكسوة من المزروعات وقد قامت بلدية الكسوة مؤخرا بتشييد نصب في دوار على شكل رأس ثوم.
- التجارة مؤخرا أصبحت مدينة الكسوة من المدن التجارية الهامة وخصوصا بعد تخلي الغالبية العظمى من سكانها عن الزراعة فقد أصبحت الكسوة سوقا تجاريا للمناطق المجاورة لها وهي أكثر من 22 بلدة ومنطقة تحيط بالمدينة وقد أنشأ أهل المدينة سوقا معروف بـ «الشارع الرئيسي» حيث تتوضع فيه المحلات التجارية على الجانبين بطول يقارب الكيلو متر ويحوي أكثر من 250 محلا تجاريا بأنواعها ويعتمد عليه أكثر من 200,000 نسمة من خارج مدينة الكسوة. لمشاهدة نشاط السوق على موقع الويكي لوك العالمي نشاط التسوق بالشارع الرئيسي
- الصناعة لم تقتصر الصناعة في مدينة الكسوة فقط على الصناعات التقليدية بل تعدت ذلك مؤخرا للصناعات الثقيلة على مستوى سوريا والعالم العربي وذلك بإنشاء معامل ومصانع كبيرة وذات اسم كبير وعالمي مثل معمل كتكيت ومعمل زنوبيا ومعمل مدار وغيرها الكثير من المعامل المنتشرة بمدينة الكسوة وضواحيها حيث يعتمد قسم من أهالي الكسوة على كسب عيشهم من هذه المعامل ونظراً لوجود هذه المعامل الضخمة وذات العدد الكبير أصبحت مدينة الكسوة وجهة للكثيرين من أهل سوريا من الشباب وخصوصا منطقة الجزيرة.
وتسمى بالكسوة لأن الرسول محمد ﷺ اكتسى بها. أي أكل طعامها وشرب ماءها ولبس لباسها قبل وصوله مشارف دمشق.

## التطور في المدينة
في الآونة الأخيرة طرأ تطور في المدينة على أصعدة كثيرة وفي ميادين عدّة وأهمها استحداث مشفى أماني الطبي الجراحي والمركز الثقافي في مدينة الكسوة وتعشيب ملعب الكسوة البلدي بكلفة لا تقل عن 50,000,000 ليرة سورية واستجرار خط المياه لمدينة الكسوة من منطقة شعارة على جبل الشيخ وطبعا ذلك بوجود مستوصف الكسوة الصحي ومكتبة جامع عثمان بن عفان والبريد ومحطة الطاقة الكهربائية الحرارية في ناحية دير علي والمالية وجمعيات خيرية أهلية وإنشاء فرن الكسوة الاحتياطي وبذلك يكون عدد الأفران داخل المدينة حوالي الخمس أفران ولا يخفى علينا وجود مصلحة الزراعة في الكسوة وشعبة الكسوة لحزب البعث العربي الاشتراكي ورابطة اتحاد شبيبة الثورة وشعبة تجنيد الكسوة ومحكمة الكسوة وناحية مدينة الكسوة والمؤسسة الاستهلاكية والمجمع الاستهلاكي في الكسوة ومعهد الاسد لتحفيظ القرآن ومدرسة الكسوة لتعليم قيادة السيارات وعملية ترميم لأكبر مساجد المدينة مسجد أنس بن مالك ومسجد عثمان بن عفان ومسجد الكسوة الكبير ومسجد أبوبكر الصديق.

## معركة مرج الصفُر
معركة شَقحَب أو معركة مرج الصُفر، معركة بدأت في 2 رمضان سنة 702هـ / 20 إبريل 1303م، واستمرت ثلاثة أيام بسهل شقحب بالقرب من دمشق في سورية. كانت المعركة بين المماليك بقيادة الناصر محمد بن قلاوون سلطان مصر والشام والمغول بقيادة قتلغ شاه نويان (قطلوشاه) نائب وقائد محمود غازان إلخان مغول فارس (الإلخانات). انتهت المعركة بانتصار المسلمين، أنهى طموحات محمود غازان في السيطرة على الشام والتوسع في العالم الإسلامي.

## جبل المضيعأو جبل الكسوة
جبل الكسوة أو جبل المضيع أو جبل البضيع حيث تمتد الكسوة على سفحه .

## صور مدينة الكسوة

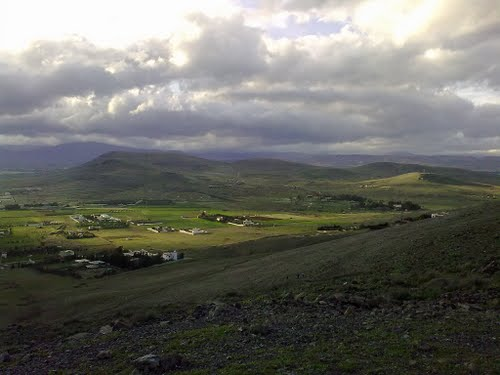
مزارع الكسوة من قمة الجبل